# Bahodir Yoʻldoshev
Bahodir Tursunovich Yoldoshev (nacido el 7 de septiembre de 1945 en Kattaqo‘rg‘on, provincia de Samarcanda, República Socialista Soviética de Uzbekistán - 16 de mayo de 2021) fue un actor de teatro y cine uzbeko y soviético.

## Biografía
Nació el 7 de septiembre de 1945 en la ciudad de Kattaqo‘rg‘on en la provincia de Samarcanda de la República Socialista Soviética de Uzbekistán, en la familia del Artista Popular de la República de Uzbekistán Shirin (Sorakhan) Melieva y el actor Tursun Yuldashev.Después de completar el departamento de dirección del Instituto de Arte y Teatro de Taskent en 1970, realizó una pasantía en el Teatro Dramático Bolshoi (BDT) con Gueorgui Tovstonógov. A partir de 1970 trabajó como director en el Teatro Académico Hamza de Uzbekistán.Estaba vinculado al teatro desde 1968, cuando trabajó como director de escena durante seis meses siendo aún estudiante, y luego como técnico de iluminación.
En 1974, a la edad de 28 años, fue nombrado director en jefe del teatro.
En 1983 fundó el Teatro Sátira Republicano que lleva el nombre de A.Kakhkhar y se convirtió en su director artístico. Desde 1984 trabajó como director en jefe del Teatro "Yosh Gvardiya" (Guardia Joven), que más tarde pasó a llamarse Teatro A.Khidoyatov y luego Teatro Dramático Uzbeko que lleva el nombre de Abror Khidoyatov.Allí dirigió obras como "Las travesuras de Maysara" (Hamza), "Farmonbibi se ofendió" ("Farmonbibi Arazladi"), "Los secretos de Parandja", "El cinturón negro", "Iskander", "Firidun, " "Nodirabegim", "La Ruta de la Seda".Desde 1992 fue director jefe y productor del festival internacional de música "Sharq Taronalari" en varias ocasiones. En 1994 participó como director y productor en las celebraciones por el 600 aniversario del nacimiento de Mirzo Ulugbek. En 1995 dirigió la celebración del Nouruz y, en 1996, la del 660 aniversario del nacimiento de Tamerlán. En 2009 fundó el estudio de teatro "Diydor", donde muchos futuros maestros del arte uzbeko aprendieron los fundamentos del arte teatral. Continuó desempeñándose como su director artístico hasta su fallecimiento.
Falleció el 16 de mayo de 2021, a la edad de 76 años.

## Filmografía
Desempeñó numerosos papeles como actor y son obras dramáticas que se han puesto en escena:
- 1971 — "Cuando el molino de viento se detuvo" — Gaib
- 1977—1984 — serie de televisión "Fiery Roads" — Alchinbek
- 1981 — "Encuentro bajo las altas nieves" — Mukhtarov
- 1981 — "El Vellocino de Oro" — Kurkmas
- 1982 — "Revolución según la Instrucción 107" — Investigador
- 1985 — "Largo eco en las montañas" — Umarkul
- 1986 — "A la caza del dragón" — Carlos
- 1986 — "El cinturón de diamantes" — Sherzod
- 1987 — "La amargura de la caída" — Usmanov
- 1989 — "A la caza del unicornio"
- 2003 — "El gigante y el bajito"

También dirigió la comedia "El Marido Descarriado" (1999-2000).

## Premios
- 1979 — O‘zbekiston SSRda xizmat ko‘rsatgan artist («Artista de honor de la República Socialista Soviética de Uzbekistán»)[1][4][6]
- 1995 — O‘zbekiston xalq artisti («Artista de honor de Uzbekistán»)[1][3][4][6][11]
- 1998 — Mehnat shuhrati ordeni («Orden Mehnat shuhrati»)[1][3]
- 2019 —"Buyuk xizmatlari uchun" ordeni («Orden al Mérito Sobresaliente»)[12][13]
- "Fidokorona xizmatlari uchun" ordeni («Orden de servicios desinteresados»)[1][3][13]
- "El-yurt hurmati" ordeni («Orden de Respeto al País»)[1][3][13]
- Hamza nomidagi Oʻzbekiston SSR Davlat mukofoti («Premio Estatal Hamza»)